# Esotossina
L'esotossina è un tipo di tossina batterica.
Le esotossine si ritrovano negli estratti cellulari e nel terreno di coltura; sono di natura proteica e la loro caratteristica principale è che hanno profili d'azione molto differenziati. 
Come quasi tutte le proteine sono termosensibili, e sono quindi velocemente inattivate dal calore per denaturazione della loro struttura molecolare. Sono proteine solubili a volte glicosilate. Sono facilmente inattivabili chimicamente e, una volta inattivate, prendono il nome di TOSSOIDI o ANATOSSINE. 
Le esotossine sono costituite da due parti: una parte A tossica ed una parte B che funge da legame con la parete cellulare.
Sono suddivise in tre gruppi, in base al tipo di azione svolta:
1. Neurotossine: interferiscono con la normale trasmissione degli impulsi nervosi.
2. Citotossine: aggrediscono enzimaticamente le cellule dell'ospite, uccidendole.
3. Enterotossine: attraverso una stimolazione anormale sono responsabili del funzionamento anomalo delle cellule dell'apparato gastroenterico.

## Esotossine che agiscono a livello delle strutture della superficie cellulare
Rappresentate dalla tossina esfoliativa e dalle tossine emolitiche o citolitiche.
1. Tossina esfoliativa: prodotta da Staphylococcus aureus, causa fondamentale della cosiddetta sindrome della cute pseudoustionata da stafilococco. La patologia essenziale dell'affezione interessa una variabile estensione della superficie cutanea. Colpisce neonati o bambini nella primissima infanzia e la lesione fondamentale trova il suo momento patogenetico nell'azione della tossina esfoliativa che attraverso il circolo ematico riesce a raggiungere, diffondendo attraverso i capillari del derma, lo strato granuloso dell'epidermide nel quale la tossina si fissa.

1. Tossine emolitiche: comprendono una prima serie di tossine, il cui prototipo è rappresentato dalla emolisina alfa di Staphylococcus aureus. Alcune presentano alcuni tioli essenziali per la loro attività e sono proteine monomeriche che polimerizzano sulla membrana delle cellule sensibili, formando oligomeri tubulari che si inseriscono nella porzione lipidica della membrana, causando la formazione di pori che alterano profondamente gli scambi della cellula con l'ambiente, causandone la morte.

Una seconda serie di tossine emolitiche, che presumibilmente agiscono con lo stesso meccanismo, presenta una serie di sequenze nonapeptidiche ricche di glicina che conferiscono alla tossina la proprietà di legare ioni bivalenti di calcio che risultano essenziali all'attività della tossina stessa. Svolgono un ruolo di rilievo nella patologia extra-intestinale sostenuta da questo batterio.

## Esotossine che agiscono alterando il contenuto intra-cellulare di AMP-ciclico
Le tossine che agiscono alterando il contenuto intra-cellulare di AMP-c agiscono con due fondamentali meccanismi. 
Un primo gruppo di tossine agisce alterando la funzionalità delle proteine G, famiglia di proteine coinvolte nelle cascate dei cosiddetti "secondi messaggeri" che utilizzano lo scambio di guanosina difosfato come interruttore molecolare per avviare o interrompere alcune reazioni biochimiche all'interno della cellula, alcune delle quali controllano la regolazione dell'attività dell'adenilato-ciclasi.
Producono enzimi ADP-ribosilanti che agiscono staccando la nicotinammide del NAD e trasferendo la rimanente porzione su una proteina bersaglio. Nella cellula eucariotica la ADP-ribosilazione rappresenta il meccanismo fisiologico di modificazione post-traduttiva di alcune proteine ed è operata da enzimi che provocano una poli-ADP-ribosilazione per l'addizione di una catena, spesso ramificata, caratterizzata da numerose molecole di ADP-ribosio. Le tossine batteriche che agiscono con questo meccanismo sono, invece, enzimi mono-ADP-ribosilanti.
Esempi sono costituiti dalla tossina colerica, dalla tossina termolabile di Escherichia coli, dalla tossina pertossica e dalla tossina difterica. La tossina colerica e la tossina termolabile di Escherichia coli enterotossigeni sono prodotte da batteri che si localizzano nell'intestino tenue.
Il secondo gruppo di tossine è caratterizzato da un'attività adenilato-ciclasica intrinseca e sono quindi in grado di sintetizzare autonomamente AMP-c una volta pervenute all'interno della cellula bersaglio. Esempi sono rappresentati dalla adenilato-ciclasi/emolisina prodotta da Bordetella pertussis e dal cosiddetto edema factor della tossina carbonchiosa.

## Esotossine che agiscono inibendo la sintesi proteica cellulare
I principali esempi di esotossine che agiscono inibendo la sintesi proteica cellulare sono rappresentati dalla tossina difterica, dalla tossina A di Pseudomonas aeruginosa e dalla tossina di Shiga.
La tossina difterica prodotta da Corynebacterium diphtheriae rappresenta il principale strumento di patogenicità. L'infezione difterica si localizza a livello del faringe e il batterio non mostra alcuna tendenza alla diffusione, anche se la reazione distruttiva delle cellule mucose e la conseguente reazione essudativa-infiammatoria può essere molto intensa e può arrivare ad ostacolare seriamente la respirazione. Il gene tox, che codifica la tossina, viene trascritto in condizioni di stress da carenza di ferro. La tossina diffonde nell'organismo e si lega con la porzione C-terminale a recettori glico-proteici ampiamente diffusi nelle cellule animali dove viene scissa da proteasi di membrana nei componenti A e B che rimangono uniti da un ponte disolfurico. La tossina viene introdotta nella cellula per endocitosi mediata dal recettore e, dopo l'interruzione del ponte disolfurico ad opera di sostanze riducenti intra-cellulari, il componente A viene traslocato nel citosol attraverso la membrana della vescicola endocitica. Il componente A possiede un'attività catalitica ADP-ribosilante. Il bersaglio dell'attività ADP-ribosil-trasferasi del componente A della tossina difterica è rappresentato dal fattore di allungamento 2 (EF-2) che interviene nella sintesi della catena peptidica a livello della traslocazione sul ribosoma. Il complesso EF-2-ADP-ribosio che ne risulta è inattivo e di conseguenza la sintesi proteica viene bloccata, portando a morte la cellula.

## Esotossine citotossiche per azione sul citoscheletro
Agiscono come monoglucosil-transferasi e i due distinti componenti che le formano si riuniscono solo sulla superficie della cellula bersaglio. Possiedono un'attività catalitica ADP-ribosil-transferasica ed hanno come specifico bersaglio l'actina del citoscheletro cellulare. Un esempio è la tossina C2 di Clostridium botulinum.
Un altro esempio di tossine attive sul citoscheletro è costituito da un gruppo di tossine che comprendono il fattore citotossico necrotizzante (CNF) prodotto da Escherichia coli in due varietà d'antigeni: CNF-1 che agisce sull'uomo e sugli animali, CNF-2 che agisce sui ruminanti. Questa tossina ha come bersaglio una GTPasi (proteina rho) che controlla l'attività di alcune proteine G che regolano il signaling citoscheletrico. Il CNF blocca la capacità della GTPasi di idrolizzare GTP in GDP e la conseguente capacità di disattivare le proteine G provocando gravi alterazioni morfo-funzionali le quali portano alla morte della cellula.

## Esotossina carbonchiosa
Formata da 3 componenti:
1. edema factor: si attiva in presenza di calmodulina, provocando un netto incremento della concentrazione intra-cellulare di AMP-c ed una serie di conseguenti perturbazioni metaboliche.
2. protective antigen: rappresenta il componente B (binding) della tossina il quale viene attaccato da proteasi di membrana che ne distaccano un frammento di circa 20 kD, scoprendo una porzione della molecola che rappresenta un "recettore" in grado di consentire l'ancoraggio dell'edema factor e del lethal factor. La tossina viene quindi introdotta nella cellula.
3. lethal factor: capace di uccidere l'animale da esperimento, è una metallo-proteasi in grado d'attaccare alcune chinasi che intervengono nelle cascate di segnali indotte da diversi stimoli di membrana.

## Esotossina tetanica
Le spore del Clostridium tetani possono germinare dando luogo alle forme vegetative che, pur dotate di modesto potere invasivo, producono una tossina eccezionalmente attiva che, diffondendosi nell'organismo per via ematica e risalendo centripetamente lungo i nervi periferici, raggiunge il sistema nervoso centrale, dove blocca gli impulsi inibitori della contrazione muscolare riflessa, provocando una serie di spasmi generalizzati che interessano contemporaneamente sia i muscoli flessori, sia i muscoli estensori (paralisi spastica) con conseguenze che possono essere gravi. La tossina tetanica presenta una sola configurazione antigenica. Una singola catena peptidica di circa 150 kD si libera in seguito alla lisi del batterio.

## Esotossina botulinica
Le spore del Clostridium botulinum possono contaminare diversi alimenti nei quali possono germinare, dando luogo alle forme vegetative che producono una potentissima tossina, che pur essendo distrutta dall'esposizione a 80 °C per 30 min (non può quindi essere presente nei cibi in scatola adeguatamente sterilizzati) è relativamente resistente ai succhi gastrici e si assorbe nell'intestino (si tratta quindi di un'intossicazione d'origine alimentare) e diffonde nell'organismo, impedendo il rilascio di acetilcolina a livello della sinapsi colinergica delle giunzioni neuro-muscolari.
Della tossina botulinica si conoscono almeno 7 distinti antigeni e viene sintetizzata come un unico peptide che viene poi scisso in 2 frammenti H ed L tenuti insieme da un ponte disolfurico.

## Esotossine che agiscono come "superantigeni
Esempi sono le "enterotossine stafilococciche", che pure devono almeno una parte della loro azione tossica al possesso di una specifica attività enzimatica o alla capacità di coinvolgere organi distanti dal sito d'interazione con le mucose. Sono soprattutto caratterizzate dalla capacità d'interagire con i linfociti T, stimolando la "attivazione" della relativa popolazione cellulare.